# Эквадор на Паралимпийских играх
Эквадор на Паралимпийских играх впервые приняла участие в 1976 году на летних Играх в Торонто, и с тех пор принимает участие на всех летних Играх (не участвовали в Играх 1980 и 1988 годов). На зимних Играх делегация Эквадора не участвовала ни разу.
На настоящее время спортсмены Эквадора завоевали на всех Играх в сумме 3 медали, из них 1 золотую.

## Медальный зачёт

### Медали летних Паралимпийских игр
| Игры       | Золото | Серебро | Бронза | Всего | Место |
| ---------- | ------ | ------- | ------ | ----- | ----- |
| 1976—2016  | 0      | 0       | 0      | 0     | —     |
| 2020 Токио | 1      | 0       | 2      | 3     | 56    |
| Итого      | 1      | 0       | 2      | 3     |       |